# COVID-19
|                                | MERS-CoV            | SARS-CoV              | SARS-CoV-2         |
| ------------------------------ | ------------------- | --------------------- | ------------------ |
| Bệnh                           | MERS                | SARS                  | COVID-19           |
| Dịch                           | 2012, 2015, 2018    | 2002–2004             | Đại dịch 2019–nay  |
| Dịch tễ học                    |                     |                       |                    |
| Ngày phát hiện ca đầu tiên     | Tháng 6 2012        | Tháng 11 2002         | Tháng 12 2019      |
| Địa điểm phát hiện ca đầu tiên | Jeddah, Ả Rập Xê Út | Thuận Đức, Trung Quốc | Vũ Hán, Trung Quốc |
| Độ tuổi trung bình             | 56                  | 44                    | 56                 |
| Tỷ lệ giới tính (nam:nữ)       | 3,3:1               | 0,8:1                 | 1.6:1              |
| Số ca xác nhận                 | 2494                | 8096                  | 676.609.955        |
| Số ca tử vong                  | 858                 | 774                   | 6.881.955          |
| Tỷ lệ tử vong                  | 37%                 | 9,2%                  | 1,0%               |
| Triệu chứng                    |                     |                       |                    |
| Sốt                            | 98%                 | 99–100%               | 87,9%              |
| Ho khan                        | 47%                 | 29–75%                | 67,7%              |
| Khó thở                        | 72%                 | 40–42%                | 18,6%              |
| Tiêu chảy                      | 26%                 | 20–25%                | 3,7%               |
| Đau họng                       | 21%                 | 13–25%                | 13,9%              |
| Buộc thở máy                   | 24,5%               | 14–20%                | 4,1%               |
| Ghi chú 1. 2.                  |                     |                       |                    |

COVID-19 (từ tiếng Anh: coronavirus disease 2019 nghĩa là bệnh virus corona 2019) là một bệnh đường hô hấp cấp tính truyền nhiễm gây ra bởi chủng virus corona SARS-CoV-2 và các biến thể của nó. Đây là một loại virus được phát hiện điều tra ổ dịch bắt nguồn từ khu chợ lớn chuyên bán hải sản và động vật ở Vũ Hán, tỉnh Hồ Bắc, Trung Quốc. Virus gây viêm đường hô hấp cấp ở người và cho thấy có sự lây lan từ người sang người. Ngoài chủng virus corona mới phát hiện này, đã có 6 chủng virus corona khác được biết tới ngày nay có khả năng lây nhiễm ở người sang người. Bệnh được phát hiện lần đầu tiên trong đại dịch COVID-19 năm 2019–2020.
Phương thức lây truyền chủ yếu của nó hiện nay là lây truyền từ người sang người, thường được truyền thông qua các giọt dịch hô hấp mà con người hắt hơi, ho hoặc thở ra. Một người nhiễm bệnh có thể xuất hiện các triệu chứng sau thời gian ủ bệnh kéo dài từ 2 đến 14 ngày, trung bình là 5 ngày, trong thời gian đó nó vẫn có thể truyền nhiễm. Cần thận trọng để giúp hạn chế lây truyền bệnh, bao gồm vệ sinh cá nhân tốt và rửa tay thường xuyên. Những người nghĩ rằng họ đã bị nhiễm bệnh nên đeo khẩu trang y tế và liên hệ bác sĩ ngay lập tức để được tư vấn.

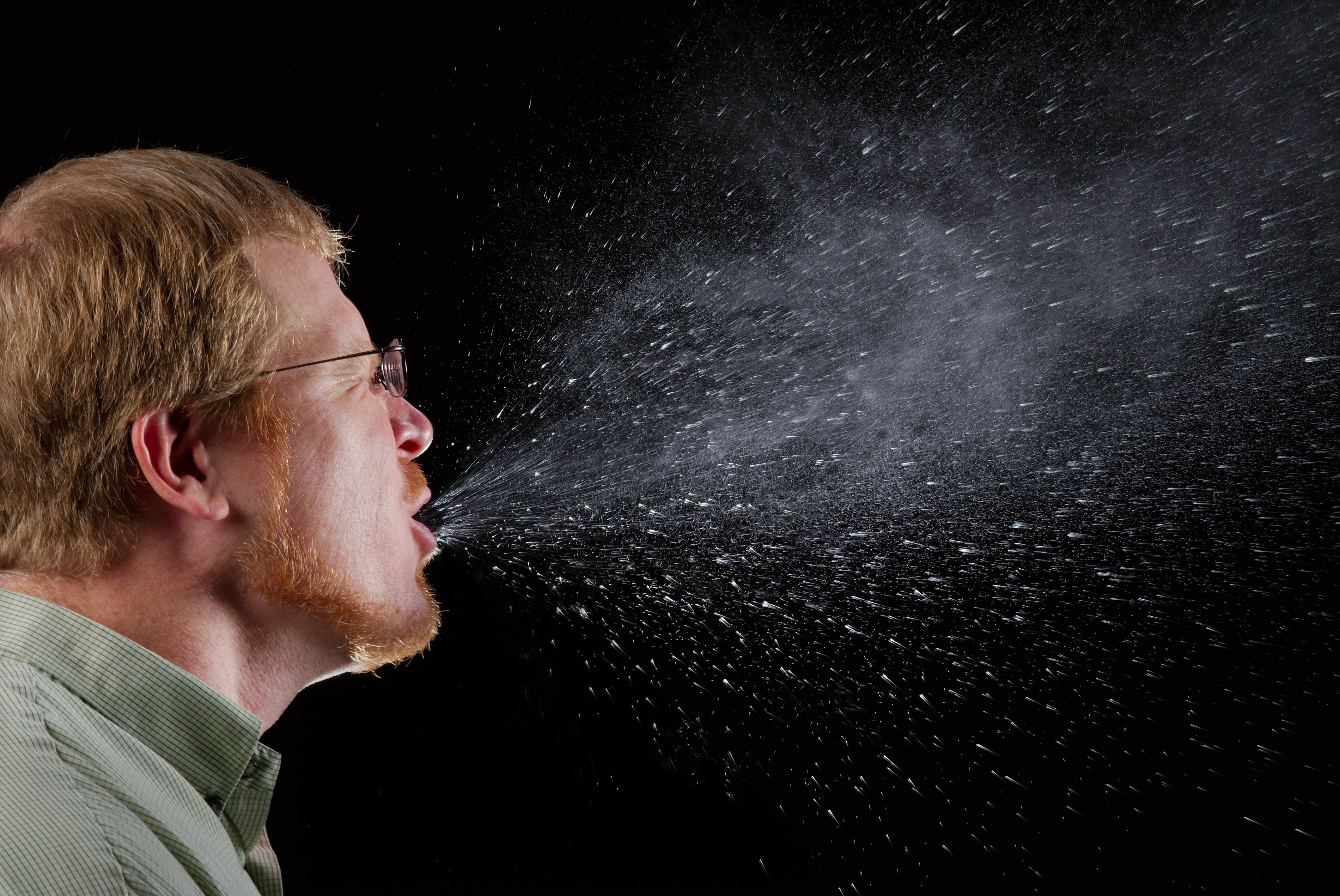
Các giọt dịch hô hấp tạo ra khi một người ho hay hắt hơi (ảnh được xử lý qua tán xạ Tyndall)

Virus chủ yếu ảnh hưởng đến đường hô hấp dưới (cũng có các triệu chứng ở đường hô hấp trên nhưng ít gặp hơn) và dẫn đến một loạt các triệu chứng được mô tả giống như cúm, bao gồm sốt, ho, khó thở, đau cơ và mệt mỏi, với sự phát triển cao hơn nữa sẽ dẫn đến viêm phổi, hội chứng suy hô hấp cấp tính, nhiễm trùng huyết, sốc nhiễm trùng và có thể gây tử vong. Các phản ứng y tế đối với căn bệnh này thường là cố gắng kiểm soát các triệu chứng lâm sàng vì hiện tại chưa tìm thấy phương pháp điều trị hiệu quả nào.
Căn bệnh này lần đầu tiên được xác định bởi các cơ quan y tế tại thành phố Vũ Hán, thủ phủ của tỉnh Hồ Bắc, Trung Quốc, trong số những bệnh nhân bị viêm phổi không rõ nguyên nhân. Nó đã gây ra sự báo động do không có bất kỳ loại vắc-xin hiệu quả cũng như bất kỳ liệu pháp điều trị bằng thuốc chống virus nào và sự lây lan tương đối nhanh chóng của nó trên toàn cầu, từ lần phát hiện đầu tiên vào đầu tháng 1 năm 2020. Các tỷ lệ tử vong ca bệnh được ước tính vào khoảng 1-3%.
Tổ chức Y tế Thế giới đã tuyên bố dịch viêm phổi do virus corona mới (NCP) là một tình huống khẩn cấp y tế toàn cầu (PHEIC) kể từ ngày 30 tháng 1 năm 2020 và là một đại dịch kể từ ngày 11 tháng 3 năm 2020, dựa trên các tác động của virus đối với các nước nghèo, những nơi có cơ sở hạ tầng chăm sóc sức khỏe yếu kém hơn. Các ca nhiễm virus đã được báo cáo trên khắp thế giới phương Tây và châu Á-Thái Bình Dương, chủ yếu là các du khách có nguồn gốc từ Trung Quốc đại lục, với sự truyền bệnh tại địa phương cũng được báo cáo ở các quốc gia như Đức. Tính tới ngày 16 tháng 11 năm 2020, đã có hơn 54 triệu trường hợp nhiễm COVID-19 được ghi nhận tại hơn 217 quốc gia và vùng lãnh thổ trên thế giới. Những ca tử vong đã được báo cáo ở hầu hết các nước trên thế giới. Kể từ ngày 7 tháng 3 năm 2020, nhiều nước khắp thế giới có bằng chứng truyền bệnh cộng đồng.
Tại Việt Nam, Thủ tướng Chính phủ Nguyễn Xuân Phúc đã ban hành Quyết định 173/QĐ-TTg công bố dịch viêm đường hô hấp cấp do chủng mới của virus corona gây ra vào ngày 01/02/2020 và sau đó, vào ngày 01/04/2020, đã ban hành tiếp Quyết định 447/QĐ-TTg công bố dịch COVID-19.

## Nguyên nhân và phương thức

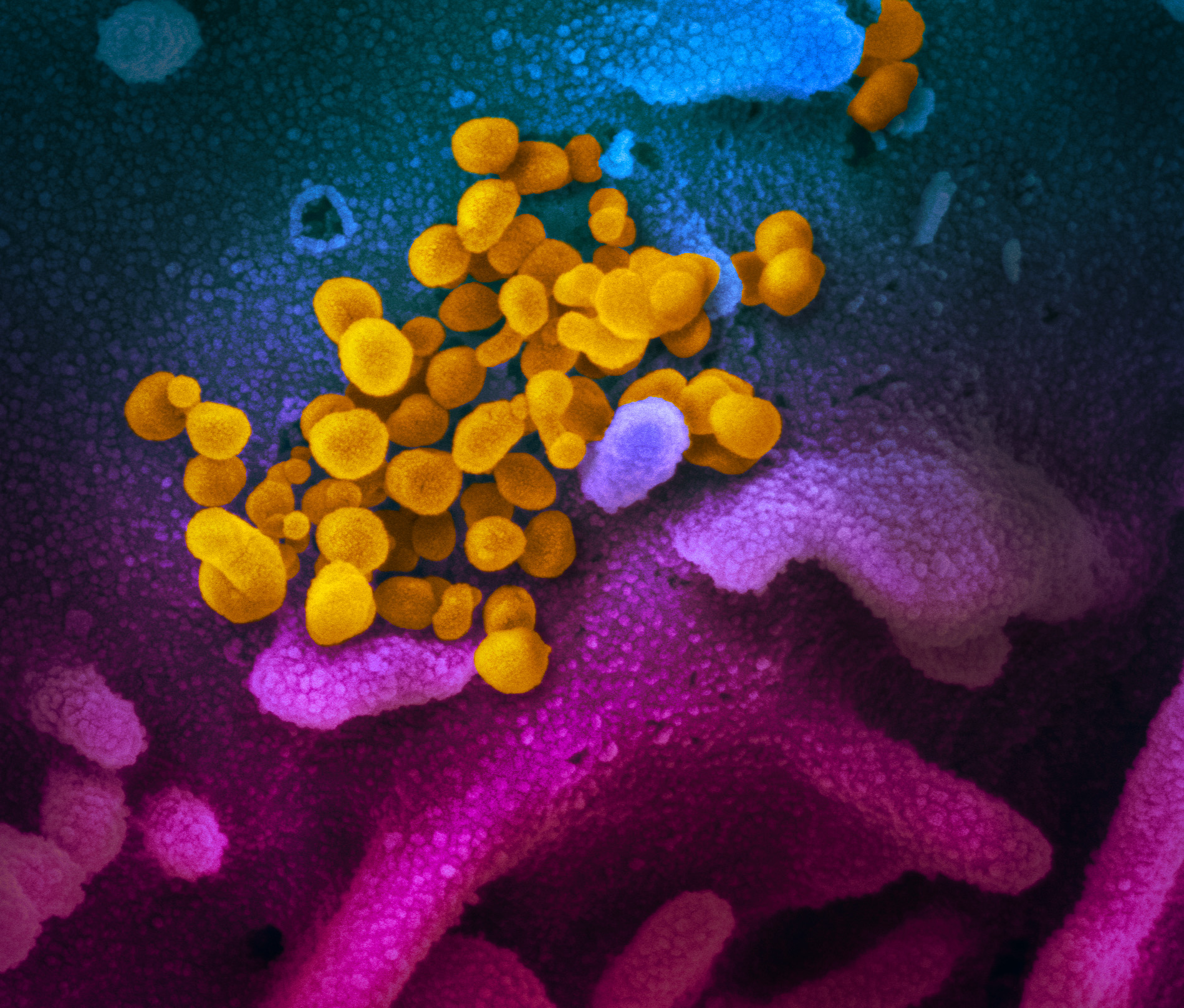
Hình ảnh kính hiển vi điện tử quét của SARS-CoV-2 (giữa, màu vàng)